# George Mifflin Dallas
George Mifflin Dallas (10 de julio de 1792-31 de diciembre de 1864) fue un senador estadounidense del estado de Pensilvania y el undécimo vicepresidente de los Estados Unidos sirviendo al 11º presidente James K. Polk.
Dallas nació en Filadelfia y se graduó en el Colegio de Nueva Jersey, ahora la Universidad de Princeton, en 1810. Fue admitido en 1813 y sirvió como secretario personal del ministro de Rusia, Albert Gallatin. Dallas regresó en 1814 y practicó leyes en Nueva York. Murió en 1864 a los 72 años y fue enterrado en el cementerio de St. Peter en la ciudad de Dallas, Texas (otras ciudades pudieron haber sido designadas "Dallas" en su honor). Fue alcalde de Filadelfia.
| Predecesor: John Tyler | Vicepresidente de los Estados Unidos 1845-1849 | Sucesor: Millard Fillmore |

- Datos: Q310849
- Multimedia: George M. Dallas / Q310849